# BAFTA al millor muntatge
El BAFTA al millor muntatge és un dels premis BAFTA atorgats per la British Academy of Film and Television Arts (BAFTA) en una cerimònia anual des de 1969, en reconeixement del millor muntatge.
Els membres votants de l'Acadèmia seleccionen les cinc pel·lícules nominades en cada categoria; només s'anomenen els editors principals de cada pel·lícula, cosa que exclou els editors addicionals, els editors supervisors, etc. El guanyador real de la millor edició és seleccionat per "Votació del capítol"; només voten el guanyador els membres de l'Acadèmia identificats com a membres del capítol d'edició.

## Guanyadors i nominats
Els anys indicats són aquells en què es va celebrar la cerimònia, que té lloc l'any següent de l'estrena de les pel·lícules en qüestió.

### Dècada del 1960
| Any  | Pel·lícula                      | Nominat(s)     |
| ---- | ------------------------------- | -------------- |
| 1969 | El graduat (The Graduate)       | Sam O'Steen    |
| 1969 | The Charge of the Light Brigade | Kevin Brownlow |
| 1969 | Oliver!                         | Ralph Kemplen  |
| 1969 | Romeo and Juliet                | Reginald Mills |

### Dècada del 1970
| Any  | Pel·lícula                                                                   | Nominat(s)                                  |
| ---- | ---------------------------------------------------------------------------- | ------------------------------------------- |
| 1970 | Cowboy de mitjanit (Midnight Cowboy)                                         | Hugh A. Robertson                           |
| 1970 | Bullitt                                                                      | Frank P. Keller                             |
| 1970 | Oh! What a Lovely War                                                        | Kevin Connor                                |
| 1970 | Z                                                                            | Françoise Bonnot                            |
| 1971 | Butch Cassidy and the Sundance Kid                                           | John C. Howard i Richard C. Meyer           |
| 1971 | M*A*S*H                                                                      | Danford B. Greene                           |
| 1971 | La filla de Ryan (Ryan's Daughter)                                           | Norman Savage                               |
| 1971 | They Shoot Horses, Don't They?                                               | Fredric Steinkamp                           |
| 1972 | Diumenge, maleït diumenge (Sunday Bloody Sunday)                             | Richard Marden                              |
| 1972 | El violinista a la teulada (Fiddler on the Roof)                             | Antony Gibbs i Robert Lawrence              |
| 1972 | Performance                                                                  | Antony Gibbs                                |
| 1972 | Vull volar (Taking Off)                                                      | John Carter                                 |
| 1973 | French Connection (The French Connection)                                    | Gerald B. Greenberg                         |
| 1973 | Cabaret                                                                      | David Bretherton                            |
| 1973 | La taronja mecànica (A Clockwork Orange)                                     | William Butler                              |
| 1973 | Deliverance                                                                  | Tom Priestley                               |
| 1974 | Xacal (The Day of the Jackal)                                                | Ralph Kemplen                               |
| 1974 | Charley Varrick                                                              | Frank Morriss                               |
| 1974 | Amenaça a l'ombra (Don't Look Now / A Venezia... un dicembre rosso shocking) | Graeme Clifford                             |
| 1974 | The National Health                                                          | Ralph Sheldon                               |
| 1975 | La conversa (The Conversation)                                               | Walter Murch i Richard Chew                 |
| 1975 | Chinatown                                                                    | Sam O'Steen                                 |
| 1975 | Assassinat a l'Orient Express (Murder on the Orient Express)                 | Anne V. Coates                              |
| 1975 | The Three Musketeers                                                         | John Victor-Smith                           |
| 1976 | Tarda negra (Dog Day Afternoon)                                              | Dede Allen                                  |
| 1976 | El Padrí II (The Godfather Part II)                                          | Peter Zinner, Barry Malkin, Richard Marks   |
| 1976 | Tauró (Jaws)                                                                 | Verna Fields                                |
| 1976 | Rollerball                                                                   | Antony Gibbs                                |
| 1977 | Algú va volar sobre el niu del cucut (One Flew Over the Cuckoo's Nest)       | Richard Chew, Lynzee Klingman, Sheldon Kahn |
| 1977 | Tots els homes del president (All the President's Men)                       | Robert L. Wolfe                             |
| 1977 | Taxi Driver                                                                  | Marcia Lucas, Tom Rolf, Melvin Shapiro      |
| 1977 | Marathon Man                                                                 | Jim Clark                                   |
| 1978 | Annie Hall                                                                   | Ralph Rosenblum, Wendy Greene Bricmont      |
| 1978 | Network                                                                      | Alan Heim                                   |
| 1978 | Rocky                                                                        | Richard Halsey                              |
| 1978 | Un pont massa llunyà (A Bridge Too Far)                                      | Antony Gibbs                                |
| 1979 | L'Exprés de Mitjanit (Midnight Express)                                      | Gerry Hambling                              |
| 1979 | Encontres a la tercera fase (Close Encounters of the Third Kind)             | Michael Kahn                                |
| 1979 | Julia                                                                        | Walter Murch                                |
| 1979 | La guerra de les galàxies (Star Wars)                                        | Paul Hirsch, Marcia Lucas i Richard Chew    |

### Dècada del 1980
| Any  | Pel·lícula                                                              | Nominat(s)                                                       |
| ---- | ----------------------------------------------------------------------- | ---------------------------------------------------------------- |
| 1980 | El caçador (The Deer Hunter)                                            | Peter Zinner                                                     |
| 1980 | Alien                                                                   | Terry Rawlings                                                   |
| 1980 | Apocalypse Now                                                          | Richard Marks, Walter Murch, Gerald B. Greenberg, Lisa Fruchtman |
| 1980 | Manhattan                                                               | Susan E. Morse                                                   |
| 1981 | Comença l'espectacle (All That Jazz)                                    | Alan Heim                                                        |
| 1981 | L'home elefant (The Elephant Man)                                       | Anne V. Coates                                                   |
| 1981 | Fama (Fame)                                                             | Gerry Hambling                                                   |
| 1981 | Kramer contra Kramer (Kramer vs. Kramer)                                | Gerald B. Greenberg                                              |
| 1982 | Toro salvatge (Raging Bull)                                             | Thelma Schoonmaker                                               |
| 1982 | Carros de foc (Chariots of Fire)                                        | Terry Rawlings                                                   |
| 1982 | La dona del tinent francès (The French Lieutenant's Woman)              | John Bloom                                                       |
| 1982 | A la recerca de l'arca perduda (Raiders of the Lost Ark)                | Michael Kahn                                                     |
| 1983 | Missing                                                                 | Françoise Bonnot                                                 |
| 1983 | Blade Runner                                                            | Terry Rawlings                                                   |
| 1983 | ET, l'extraterrestre (E.T. the Extra-Terrestrial)                       | Carol Littleton                                                  |
| 1983 | Gandhi                                                                  | John Bloom                                                       |
| 1984 | Flashdance                                                              | Bud S. Smith i Walt Mulconery                                    |
| 1984 | The King of Comedy                                                      | Thelma Schoonmaker                                               |
| 1984 | Un personatge genial (Local Hero)                                       | Michael Bradsell                                                 |
| 1984 | Zelig                                                                   | Susan E. Morse                                                   |
| 1985 | Els crits del silenci (The Killing Fields)                              | Jim Clark                                                        |
| 1985 | Another Country                                                         | Gerry Hambling                                                   |
| 1985 | Indiana Jones i el temple maleït (Indiana Jones and the Temple of Doom) | Michael Kahn                                                     |
| 1985 | Sota el foc (Under Fire)                                                | John Bloom i Mark Conte                                          |
| 1986 | Amadeus                                                                 | Nena Danevic i Michael Chandler                                  |
| 1986 | Retorn al futur (Back to the Future)                                    | Arthur Schmidt i Harry Keramidas                                 |
| 1986 | A Chorus Line                                                           | John Bloom                                                       |
| 1986 | L'únic testimoni (Witness)                                              | Thom Noble                                                       |
| 1987 | La missió (The Mission)                                                 | Jim Clark                                                        |
| 1987 | Hannah i les seves germanes (Hannah and Her Sisters)                    | Susan E. Morse                                                   |
| 1987 | Mona Lisa                                                               | Lesley Walker                                                    |
| 1987 | Una habitació amb vista (A Room with a View)                            | Humphrey Dixon                                                   |
| 1988 | Platoon                                                                 | Claire Simpson                                                   |
| 1988 | Cry Freedom                                                             | Lesley Walker                                                    |
| 1988 | Esperança i glòria (Hope and Glory)                                     | Ian Crafford                                                     |
| 1988 | Dies de ràdio (Radio Days)                                              | Susan E. Morse                                                   |
| 1989 | Atracció fatal (Fatal Attraction)                                       | Michael Kahn i Peter E. Berger                                   |
| 1989 | Un peix anomenat Wanda (A Fish Called Wanda)                            | John Jympson                                                     |
| 1989 | L'últim emperador (The Last Emperor)                                    | Gabriella Cristiani                                              |
| 1989 | Qui ha enredat en Roger Rabbit? (Who Framed Roger Rabbit)               | Arthur Schmidt                                                   |

### Dècada del 1990
| Any  | Pel·lícula                                              | Nominat(s)                                                                        |
| ---- | ------------------------------------------------------- | --------------------------------------------------------------------------------- |
| 1990 | Crema Mississippi (Mississippi Burning)                 | Gerry Hambling                                                                    |
| 1990 | Les amistats perilloses (Dangerous Liaisons)            | Mick Audsley                                                                      |
| 1990 | El club dels poetes morts (Dead Poets Society)          | William M. Anderson                                                               |
| 1990 | Rain Man                                                | Stu Linder                                                                        |
| 1991 | Un dels nostres (Goodfellas)                            | Thelma Schoonmaker                                                                |
| 1991 | Delictes i faltes (Crimes and Misdemeanors)             | Susan E. Morse                                                                    |
| 1991 | Dick Tracy                                              | Richard Marks                                                                     |
| 1991 | Cinema Paradiso (Nuovo Cinema Paradiso)                 | Mario Morra                                                                       |
| 1992 | The Commitments                                         | Gerry Hambling                                                                    |
| 1992 | Ballant amb llops (Dances with Wolves)                  | Neil Travis                                                                       |
| 1992 | El silenci dels anyells (The Silence of the Lambs)      | Craig McKay                                                                       |
| 1992 | Thelma i Louise (Thelma & Louise)                       | Thom Noble                                                                        |
| 1993 | JFK                                                     | Joe Hutshing Pietro Scalia                                                        |
| 1993 | El joc de Hollywood (The Player)                        | Geraldine Peroni                                                                  |
| 1993 | El cap de la por (Cape Fear)                            | Thelma Schoonmaker                                                                |
| 1993 | Retorn a Howards End (Howards End)                      | Andrew Marcus                                                                     |
| 1993 | L'amor és a l'aire (Strictly Ballroom)                  | Jill Bilcock                                                                      |
| 1994 | La llista de Schindler (Schindler's List)               | Michael Kahn                                                                      |
| 1994 | El fugitiu (The Fugitive)                               | Dennis Virkler, David Finfer, Dean Goodhill, Don Brochu, Richard Nord, Dov Hoenig |
| 1994 | En la línia de foc (In the Line of Fire)                | Anne V. Coates                                                                    |
| 1994 | El piano (The Piano)                                    | Veronika Jenet                                                                    |
| 1995 | Speed                                                   | John Wright                                                                       |
| 1995 | Forrest Gump                                            | Arthur Schmidt                                                                    |
| 1995 | Quatre bodes i un funeral (Four Weddings and a Funeral) | Jon Gregory                                                                       |
| 1995 | Pulp Fiction                                            | Sally Menke                                                                       |
| 1996 | Sospitosos habituals (The Usual Suspects)               | John Ottman                                                                       |
| 1996 | Apol·lo 13 (Apollo 13)                                  | Mike Hill i Daniel P. Hanley                                                      |
| 1996 | Babe, el porquet valent (Babe)                          | Marcus D'Arcy i Jay Friedkin                                                      |
| 1996 | La follia del rei George (The Madness of King George)   | Tariq Anwar                                                                       |
| 1997 | El pacient anglès (The English Patient)                 | Walter Murch                                                                      |
| 1997 | Fargo                                                   | Ethan i Joel Coen                                                                 |
| 1997 | Evita                                                   | Gerry Hambling                                                                    |
| 1997 | Shine                                                   | Pip Karmel                                                                        |
| 1998 | L.A. Confidential                                       | Peter Honess                                                                      |
| 1998 | Titanic                                                 | Conrad Buff, James Cameron i Richard A. Harris                                    |
| 1998 | The Full Monty                                          | Nick Moore i David Freeman                                                        |
| 1998 | Romeo + Juliet                                          | Jill Bilcock                                                                      |
| 1999 | Shakespeare in Love                                     | David Gamble                                                                      |
| 1999 | Salvem el soldat Ryan (Saving Private Ryan)             | Michael Kahn                                                                      |
| 1999 | Elisabet (Elizabeth)                                    | Jill Bilcock                                                                      |
| 1999 | Lock, Stock and Two Smoking Barrels                     | Niven Howie                                                                       |

### Dècada del 2000
| Any  | Pel·lícula                                                                                         | Nominat(s)                                      |
| ---- | -------------------------------------------------------------------------------------------------- | ----------------------------------------------- |
| 2000 | American Beauty                                                                                    | Tariq Anwar, Christopher Greenbury              |
| 2000 | Matrix (The Matrix)                                                                                | Zach Staenberg                                  |
| 2000 | El sisè sentit (The Sixth Sense)                                                                   | Andrew Mondshein                                |
| 2000 | Being John Malkovich                                                                               | Eric Zumbrunnen                                 |
| 2001 | Gladiator                                                                                          | Pietro Scalia                                   |
| 2001 | Traffic                                                                                            | Stephen Mirrione                                |
| 2001 | Tigre i drac (Wo hu cang long / Crouching Tiger, Hidden Dragon)                                    | Tim Squyres                                     |
| 2001 | Erin Brockovich                                                                                    | Anne V. Coates                                  |
| 2001 | Billy Elliot                                                                                       | John Wilson                                     |
| 2002 | Mulholland Drive                                                                                   | Mary Sweeney                                    |
| 2002 | Black Hawk abatut (Black Hawk Down)                                                                | Pietro Scalia                                   |
| 2002 | Moulin Rouge!                                                                                      | Jill Bilcock                                    |
| 2002 | El Senyor dels Anells: La Germandat de l'Anell (The Lord of the Rings: The Fellowship of the Ring) | John Gilbert                                    |
| 2002 | Amélie (Le Fabuleux Destin d'Amélie Poulain)                                                       | Hervé Schneid                                   |
| 2003 | Cidade de Deus                                                                                     | Daniel Rezende                                  |
| 2003 | Chicago                                                                                            | Martin Walsh                                    |
| 2003 | Gangs of New York                                                                                  | Thelma Schoonmaker                              |
| 2003 | Les hores (The Hours)                                                                              | Peter Boyle                                     |
| 2003 | El Senyor dels Anells: Les dues torres (The Lord of the Rings: The Two Towers)                     | Michael J. Horton                               |
| 2004 | Lost in Translation                                                                                | Sarah Flack                                     |
| 2004 | El Senyor dels Anells: El retorn del rei (The Lord of the Rings: The Return of the King)           | Jamie Selkirk                                   |
| 2004 | Cold Mountain                                                                                      | Walter Murch                                    |
| 2004 | 21 Grams                                                                                           | Stephen Mirrione                                |
| 2004 | Kill Bill: Vol. 1                                                                                  | Sally Menke                                     |
| 2005 | Eternal Sunshine of the Spotless Mind                                                              | Valdís Óskarsdóttir                             |
| 2005 | L'aviador (The Aviator)                                                                            | Thelma Schoonmaker                              |
| 2005 | Collateral                                                                                         | Jim Miller Paul Rubell                          |
| 2005 | La casa de les dagues voladores (House of Flying Daggers)                                          | Long Cheng                                      |
| 2005 | El secret de Vera Drake (Vera Drake)                                                               | Jim Clark                                       |
| 2006 | The Constant Gardener                                                                              | Claire Simpson                                  |
| 2006 | Crash                                                                                              | Hughes Winborne                                 |
| 2006 | Brokeback Mountain                                                                                 | Geraldine Peroni, Dylan Tichenor                |
| 2006 | Bona nit i bona sort (Good Night, and Good Luck.)                                                  | Stephen Mirrione                                |
| 2006 | El viatge de l'emperador (La Marche de l'empereur)                                                 | Sabine Emiliani                                 |
| 2007 | United 93                                                                                          | Clare Douglas, Christopher Rouse i Rick Pearson |
| 2007 | Babel                                                                                              | Stephen Mirrione, Douglas Crise                 |
| 2007 | Infiltrats (The Departed)                                                                          | Thelma Schoonmaker                              |
| 2007 | Casino Royale                                                                                      | Stuart Baird                                    |
| 2007 | La reina (The Queen)                                                                               | Lucia Zucchetti                                 |
| 2008 | L'ultimàtum de Bourne (The Bourne Ultimatum)                                                       | Christopher Rouse                               |
| 2008 | American Gangster                                                                                  | Pietro Scalia                                   |
| 2008 | Expiació (Atonement)                                                                               | Paul Tothill                                    |
| 2008 | Michael Clayton                                                                                    | John Gilroy                                     |
| 2008 | No Country for Old Men                                                                             | Roderick Jaynes (Joel i Ethan Coen)             |
| 2009 | Slumdog Millionaire                                                                                | Chris Dickens                                   |
| 2009 | L'intercanvi (Changeling)                                                                          | Joel Cox i Gary D. Roach                        |
| 2009 | El curiós cas de Benjamin Button (The Curious Case of Benjamin Button)                             | Kirk Baxter i Angus Wall                        |
| 2009 | El cavaller fosc (The Dark Knight)                                                                 | Lee Smith                                       |
| 2009 | Frost/Nixon                                                                                        | Daniel P. Hanley i Mike Hill                    |
| 2009 | Amagats a Bruges (In Bruges)                                                                       | Jon Gregory                                     |

### Dècada del 2010
| Any  | Pel·lícula                                                    | Nominat(s)                                 |
| ---- | ------------------------------------------------------------- | ------------------------------------------ |
| 2010 | En terra hostil (The Hurt Locker)                             | Chris Innis, Bob Murawski                  |
| 2010 | Avatar                                                        | James Cameron, John Refoua, Stephen Rivkin |
| 2010 | Districte 9 (District 9)                                      | Julian Clarke                              |
| 2010 | Maleïts malparits (Inglourious Basterds)                      | Sally Menke                                |
| 2010 | Up in the Air                                                 | Dana E. Glauberman                         |
| 2011 | La xarxa social (The Social Network)                          | Angus Wall i Kirk Baxter                   |
| 2011 | 127 hores (127 Hours)                                         | Jon Harris                                 |
| 2011 | El cigne negre (Black Swan)                                   | Andrew Weisblum                            |
| 2011 | Origen (Inception)                                            | Lee Smith                                  |
| 2011 | El discurs del rei (The King's Speech)                        | Tariq Anwar                                |
| 2012 | Senna                                                         | Chris King i Gregers Sall                  |
| 2012 | The Artist                                                    | Anne-Sophie Bion i Michel Hazanavicius     |
| 2012 | Drive                                                         | Mat Newman                                 |
| 2012 | Hugo                                                          | Thelma Schoonmaker                         |
| 2012 | El talp (Tinker Tailor Soldier Spy)                           | Dino Jonsäter                              |
| 2013 | Argo                                                          | William Goldenberg                         |
| 2013 | Django desencadenat (Django Unchained)                        | Fred Raskin                                |
| 2013 | La vida de Pi (Life of Pi)                                    | Tim Squyres                                |
| 2013 | Skyfall                                                       | Stuart Baird                               |
| 2013 | Zero Dark Thirty                                              | Dylan Tichenor i William Goldenberg        |
| 2014 | Rush                                                          | Daniel P. Hanley i Mike Hill               |
| 2014 | 12 anys d'esclavitud (12 Years a Slave)                       | Joe Walker                                 |
| 2014 | Capità Phillips (Captain Phillips)                            | Christopher Rouse                          |
| 2014 | Gravity                                                       | Alfonso Cuarón i Mark Sanger               |
| 2014 | The Wolf of Wall Street                                       | Thelma Schoonmaker                         |
| 2015 | Whiplash                                                      | Tom Cross                                  |
| 2015 | Birdman                                                       | Douglas Crise i Stephen Mirrione           |
| 2015 | The Grand Budapest Hotel                                      | Barney Pilling                             |
| 2015 | The Imitation Game (Desxifrant l'Enigma) (The Imitation Game) | William Goldenberg                         |
| 2015 | Nightcrawler                                                  | John Gilroy                                |
| 2015 | The Theory of Everything                                      | Jinx Godfrey                               |
| 2016 | Mad Max: fúria a la carretera (Mad Max: Fury Road)            | Margaret Sixel                             |
| 2016 | The Big Short                                                 | Hank Corwin                                |
| 2016 | Bridge of Spies                                               | Michael Kahn                               |
| 2016 | The Martian                                                   | Pietro Scalia                              |
| 2016 | The Revenant                                                  | Stephen Mirrione                           |
| 2017 | Hacksaw Ridge                                                 | John Gilbert                               |
| 2017 | Arrival                                                       | Joe Walker                                 |
| 2017 | La La Land                                                    | Tom Cross                                  |
| 2017 | Manchester by the Sea                                         | Jennifer Lame                              |
| 2017 | Nocturnal Animals                                             | Joan Sobel                                 |
| 2018 | Baby Driver                                                   | Paul Machliss i Jonathan Amos              |
| 2018 | Blade Runner 2049                                             | Joe Walker                                 |
| 2018 | Dunkerque (Dunkirk)                                           | Lee Smith                                  |
| 2018 | The Shape of Water                                            | Sidney Wolinsky                            |
| 2018 | Three Billboards Outside Ebbing, Missouri                     | Jon Gregory                                |
| 2019 | El vici del poder (Vice)                                      | Hank Corwin                                |
| 2019 | Bohemian Rhapsody                                             | John Ottman                                |
| 2019 | The Favourite                                                 | Yorgos Mavropsaridis                       |
| 2019 | First Man                                                     | Tom Cross                                  |
| 2019 | Roma                                                          | Alfonso Cuarón i Adam Gough                |

### Dècada del 2020
| Any  | Pel·lícula                                                      | Nominat(s)                         |
| ---- | --------------------------------------------------------------- | ---------------------------------- |
| 2020 | Ford v Ferrari                                                  | Andrew Buckland i Michael McCusker |
| 2020 | The Irishman                                                    | Thelma Schoonmaker                 |
| 2020 | Jojo Rabbit                                                     | Tom Eagles                         |
| 2020 | Joker                                                           | Jeff Groth                         |
| 2020 | Once Upon a Time in Hollywood                                   | Fred Raskin                        |
| 2021 | Sound of Metal                                                  | Mikkel E. G. Nielsen               |
| 2021 | El pare (The Father)                                            | Yorgos Lamprinos                   |
| 2021 | Nomadland                                                       | Chloé Zhao                         |
| 2021 | Promising Young Woman                                           | Frédéric Thoraval                  |
| 2021 | The Trial of the Chicago 7                                      | Alan Baumgarten                    |
| 2022 | No Time to Die                                                  | Tom Cross i Elliot Graham          |
| 2022 | Belfast                                                         | Úna Ní Dhonghaíle                  |
| 2022 | Dune                                                            | Joe Walker                         |
| 2022 | Licorice Pizza                                                  | Andy Jurgensen                     |
| 2022 | Summer of Soul                                                  | Joshua L. Pearson                  |
| 2023 | Tot a la vegada a tot arreu (Everything Everywhere All at Once) | Paul Rogers                        |
| 2023 | Res de nou a l'oest (Im Westen nichts Neues)                    | Sven Budelmann                     |
| 2023 | The Banshees of Inisherin                                       | Mikkel E. G. Nielsen               |
| 2023 | Elvis                                                           | Jonathan Redmond i Matt Villa      |
| 2023 | Top Gun: Maverick                                               | Eddie Hamilton                     |

Nota: El 2009, hi va haver sis pel·lícules nominades en comptes de les cinc habituals a causa d'un empat en la votació.